# Narodi svijeta F
Narodi svijeta F
Fidžijci. Ostali nazivi:
- Lokacija: Fidži
- Jezik/porijeklo: fidžijski.
- Populacija (2007):
- Vanjske poveznice:

Finci. Ostali nazivi:
- Lokacija: Finska
- Jezik/porijeklo: finski, Finski narodi.
- Populacija (2007):
- Vanjske poveznice:

Flamanci. Ostali nazivi:
- Lokacija: Belgija.
- Jezik/porijeklo: flamanski, germanski narodi.
- Populacija (2007):
- Vanjske poveznice:

Francuzi
- Lokacija: Francuska (strogo etnički Francuzi; 34,573,000), bez Frankokanađana kojih ima 10,056,000 u tri države. Francuzi još žive u 126 zemalja: SAD (2,715,000), Senegal (142,000), Italija (126,000), Belgija (116,000), Madagaskar (113,000), Njemačka (75,000), Egipat (71,000), Maroko (66,000), DR Kongo (60,000), Ujedinjeno Kraljevstvo (60,000), Gabon (46,000), Španjolska (40,000), Mauricijus (37,000), Panama (32,000), Etiopija (29,000), Francuska Polinezija (28,000), Kamerun (27,000), Saudijska Arabija (25,000), Obala Bjelokosti (24,000), Luksemburg (22,000), Urugvaj (21,000) i Portugal (20,000). U ostalim državama manje od 20,000
- Jezik/Porijeklo: jezik francuski pripada u romanske jezike, grana indoeuropskih. Formirali su se između 11 i 14 stoljeća od romaniziranog franačko-galskog stanovništva ,kroz koji je period nastao staro-francuski jezik koji je evoluirao u više dijalekata.Francuskim jezikom u svim zemljama (1995 WA) govori, ili se njime služi kao drugi jezikom 124,000,000 ljudi
- Populacija: etničkih Francuza bez srodnih skupina i Frankokanađana 38,988,000 (2007)
- Kultura:
- Vanjske poveznice:

Fali   	Adamawa, Nigerija 
Fulani (Fulbe)   Bauchi, Borno, Jigawa, Kaduna, Kano, Katsina, Kebbi, Niger, Sokoto, Taraba, Yobe, etc., Nigerija 
Fyam (Fyem)   	Plateau, Nigerija 
Fyer(Fer)   	Plateau, Nigerija